# You've Got That Somethin'
You've Got That Somethin' är den svenska artisten Robyns debutsingel som släpptes 1995. Låten är med på debutalbumet Robyn Is Here.

## Listor
| Lista (1995-1996)      | Topplacering |
| ---------------------- | ------------ |
| Brittiska singellistan | 54           |
| Svenska singellistan   | 24           |
| Tyskla singellistan    | 85           |